# Peter II. Kämmerer von Worms, genannt von Bechtolsheim
Peter II. Kämmerer von Worms genannt von Bechtolsheim (* um 1338; † 13. März 1387) war ein Mitglied des Familienzweigs derer von Dalberg.

## Herkunft und Familie
Peter II. war der Sohn von Winand I. Kämmerer von Worms (* um 1302; † 2. März 1365) und Demudis von Bechtolsheim († 29. Mai 1348). Verheiratet war er seit 1365 mit Elisabeth (* um 1345; † 31. Juli 1371), Witwe des Hermann von Biegen und Tochter von Sigfried von Lindau und Irmengard, geborene von Bommersheim. Aus dieser Ehe gingen hervor
1. Irmgard (Bertha) (genannt ab 1387; † 1440, bestattet in Neckarsteinach). Sie war mit Dietrich Landschad von Steinach († 13. November 1439) verheiratet.
2. Elisabeth, starb noch als Kind.
3. Winand, starb noch als Kind.
4. Wolf, starb noch als Kind.[8]
5. Peter III., der Jüngere, wird ab 1389 erwähnt († 20. März 1397, bestattet in Bechtolsheim). Er war zwei Mal verheiratet: 1.) Liebmudis von Reifenberg († 30. Dezember 1388, bestattet in Bechtolsheim), 2.) Ida, Tochter von Konrad und Ida von Franckenstein, die zwischen 1398 und 1405 nachzuweisen ist.
6. Demudis (erwähnt ab 1395; † 28. Februar 1425[9]) heiratete um 1390[10] Eberhard von Hirschhorn (erwähnt ab 1380; † 15. November 1420[Anm. 2]).

Beigesetzt wurden die Eheleute Peter II. und Elisabeth in oder an der Kirche St. Maria und St. Christopherus / Maria Himmelfahrt und St. Christopherus [sic] in Bechtolsheim.

## Wirken
Erwähnt wird Peter II. seit 1354. Ab 1370 ist er Amtmann in Odernheim.
1390 erwarb er zusammen mit seinem Bruder, Johann XI., die Rechte des Klosters Fulda in den Dörfern Abenheim, Dittelsheim und Mölsheim. Während Abenheim dauerhaft bis zum Ende des Alten Reichs Dahlbergischer Besitz blieb, wurden die Rechte in den anderen beiden Dörfern später wieder verkauft: Mölsheim gelangte an Pfalz-Zweibrücken, Dittelsheim wurde 1606 an Friedrich IV. von der Pfalz verkauft.